# Jacob Weingreen
Jacob Weingreen (Manchester, 21 janvier 1908 – Dublin,|11 avril 1995}) est un hébraïsant, grammairien et théologien irlandais d'origine juive.
Né d'Isidore Weingreen, vendeur, né à Cracovie, Pologne, puis résidant à Manchester, Belfast, Dublin et New-York, et de Sarah née Axelrad, couturière, née à Jassy (Iași), Roumanie, Jacob obtint le doctorat ès lettres en 1931.
De 1939 à 1979, Jacob Weingreen enseigna l'hébreu et la théologie à Trinity College (Dublin). Il participa à des fouilles archéologiques en Samarie et rassembla une collection d'objets antiques aujourd'hui visibles au musée Weingreen, dont il fut le fondateur. Le musée se situe dans l'un des bâtiments du Trinity College.
Le professeur Weingreen est l'auteur d'une grammaire de l'hébreu qui fait référence.
Il est décédé à Dublin le 11 avril 1995.

## Publications
- (ISBN 0-19-815422-4): A Practical Grammar for Classical Hebrew, Oxford University Press, 2nd edition (June, 1959)
- Hébreu biblique : Méthode élémentaire, Beauchesne, 2004